# Llista de topònims de Navarcles
Llista de topònims (noms propis de lloc) del municipi de Navarcles, al Bages
Informació actualitzada per un bot. Els canvis manuals es perdran quan s'actualitzi!

## casa
| imatge | Nom           | Ubicat a  | instància de | Detalls                     | coordenades                                                          | Protecció                                  | Commons (més fotos)       | Dades a WD                    |
| ------ | ------------- | --------- | ------------ | --------------------------- | -------------------------------------------------------------------- | ------------------------------------------ | ------------------------- | ----------------------------- |
|        | Ca la Madrona | Navarcles | casa         | Estil: arquitectura popular | 41° 45′ 08″ N, 1° 54′ 17″ E / 41.7522°N,1.90475°E                    | bé integrant del patrimoni cultural català | Ca la Madrona (Navarcles) | Modifica les dades a Wikidata |
|        | Ca la Xica    | Navarcles | casa         | Estil: arquitectura popular | 41° 45′ 11″ N, 1° 54′ 13″ E / 41.7531°N,1.90351°E ca:Plaça Aguilar 2 | bé integrant del patrimoni cultural català | Ca la Xica                | Modifica les dades a Wikidata |
|        | Cal Cura      | Navarcles | casa         | Estil: noucentisme          | 41° 45′ 06″ N, 1° 54′ 14″ E / 41.7518°N,1.90393°E                    | bé integrant del patrimoni cultural català |                           | Modifica les dades a Wikidata |

## entitat singular de població
| imatge | Nom              | Ubicat a  | instància de                                   | Detalls  | coordenades                                                                | Protecció | Commons (més fotos) | Dades a WD                    |
| ------ | ---------------- | --------- | ---------------------------------------------- | -------- | -------------------------------------------------------------------------- | --------- | ------------------- | ----------------------------- |
|        | Colònia Galobard | Navarcles | entitat singular de població                   | 4 hab    | 41° 45′ 49″ N, 1° 54′ 32″ E / 41.76368056°N,1.9089°E 261.2 msnm            |           |                     | Modifica les dades a Wikidata |
|        | Navarcles        | Navarcles | entitat singular de població capital municipal | 5818 hab | 41° 45′ 08″ N, 1° 54′ 17″ E / 41.75211432°N,1.90480876°E 261 msnm          |           |                     | Modifica les dades a Wikidata |
|        | el Llac          | Navarcles | entitat singular de població                   | 184 hab  | 41° 45′ 19″ N, 1° 54′ 07″ E / 41.755372325994°N,1.9018729884157°E 230 msnm |           |                     | Modifica les dades a Wikidata |
|        | la Planota       | Navarcles | entitat singular de població                   | 152 hab  | 41° 45′ 26″ N, 1° 54′ 02″ E / 41.757161884679°N,1.900639605743°E 355 msnm  |           |                     | Modifica les dades a Wikidata |

## església
| imatge | Nom                                  | Ubicat a  | instància de | Detalls                     | coordenades                                       | Protecció                                  | Commons (més fotos)        | Dades a WD                    |
| ------ | ------------------------------------ | --------- | ------------ | --------------------------- | ------------------------------------------------- | ------------------------------------------ | -------------------------- | ----------------------------- |
|        | Sant Bartomeu de Navarcles           | Navarcles | església     | Estil: art romànic          | 41° 45′ 17″ N, 1° 54′ 21″ E / 41.7548°N,1.90589°E | bé integrant del patrimoni cultural català | Sant Bartomeu de Navarcles | Modifica les dades a Wikidata |
|        | església de Santa Maria de Navarcles | Navarcles | església     | Estil: arquitectura barroca | 41° 45′ 07″ N, 1° 54′ 18″ E / 41.752°N,1.9049°E   | bé cultural d'interès local                | Santa Maria de Navarcles   | Modifica les dades a Wikidata |

## granja
| imatge | Nom                   | Ubicat a  | instància de | Detalls | coordenades                                                         | Protecció | Commons (més fotos) | Dades a WD                    |
| ------ | --------------------- | --------- | ------------ | ------- | ------------------------------------------------------------------- | --------- | ------------------- | ----------------------------- |
|        | Granges Cingle        | Navarcles | granja       |         | 41° 44′ 37″ N, 1° 54′ 52″ E / 41.7437489466835°N,1.91440287842667°E |           |                     | Modifica les dades a Wikidata |
|        | Granges dels Estiarte | Navarcles | granja       |         | 41° 44′ 37″ N, 1° 54′ 25″ E / 41.7436151092188°N,1.90693678909582°E |           |                     | Modifica les dades a Wikidata |
|        | Granja Quatre Vents   | Navarcles | granja       |         | 41° 45′ 33″ N, 1° 54′ 53″ E / 41.7591719396735°N,1.91474441946274°E |           |                     | Modifica les dades a Wikidata |
|        | Granja el Turó        | Navarcles | granja       |         | 41° 45′ 19″ N, 1° 55′ 01″ E / 41.755310686634°N,1.91693852073836°E  |           |                     | Modifica les dades a Wikidata |

## masia
| imatge | Nom                        | Ubicat a  | instància de | Detalls                     | coordenades                                                           | Protecció                                  | Commons (més fotos)          | Dades a WD                    |
| ------ | -------------------------- | --------- | ------------ | --------------------------- | --------------------------------------------------------------------- | ------------------------------------------ | ---------------------------- | ----------------------------- |
|        | Cal Tàpies                 | Navarcles | masia        |                             | 41° 45′ 23″ N, 1° 54′ 19″ E / 41.7563538408366°N,1.9053614024461°E    |                                            |                              | Modifica les dades a Wikidata |
|        | Mas Aguilar                | Navarcles | masia        | Estil: arquitectura popular | 41° 45′ 12″ N, 1° 54′ 13″ E / 41.7532°N,1.90374°E ca:Plaça Aguilar, 3 | bé cultural d'interès local                | Mas Aguilar (Navarcles)      | Modifica les dades a Wikidata |
|        | Mas de la Colònia Galobard | Navarcles | masia        | Estil: arquitectura popular | 41° 45′ 55″ N, 1° 54′ 25″ E / 41.7654°N,1.90697°E                     | bé integrant del patrimoni cultural català | Colònia Galobart (Navarcles) | Modifica les dades a Wikidata |
|        | el Solervicens             | Navarcles | masia        | Estil: arquitectura popular | 41° 45′ 00″ N, 1° 55′ 03″ E / 41.75°N,1.91758°E                       | bé integrant del patrimoni cultural català | El Solervicens (Navarcles)   | Modifica les dades a Wikidata |

## polígon industrial
| imatge | Nom                               | Ubicat a  | instància de       | Detalls | coordenades                                                         | Protecció | Commons (més fotos) | Dades a WD                    |
| ------ | --------------------------------- | --------- | ------------------ | ------- | ------------------------------------------------------------------- | --------- | ------------------- | ----------------------------- |
|        | Polígon industrial El Pinar       | Navarcles | polígon industrial |         | 41° 44′ 40″ N, 1° 54′ 25″ E / 41.7444709672052°N,1.9069583511334°E  |           |                     | Modifica les dades a Wikidata |
|        | Polígon industrial El Pla del Cós | Navarcles | polígon industrial |         | 41° 45′ 15″ N, 1° 54′ 54″ E / 41.7541306007784°N,1.91500977956581°E |           |                     | Modifica les dades a Wikidata |
|        | Polígon industrial Solervicenç    | Navarcles | polígon industrial |         | 41° 45′ 07″ N, 1° 54′ 56″ E / 41.7520287781251°N,1.91562251732081°E |           |                     | Modifica les dades a Wikidata |

## pont
| imatge | Nom                         | Ubicat a                                | instància de | Detalls                                                                                                  | coordenades | Protecció                                  | Commons (més fotos)         | Dades a WD                    |
| ------ | --------------------------- | --------------------------------------- | ------------ | --- | --- | ------------------------------------------ | --------------------------- | ----------------------------- |
|        | Pont Gran                   | Sant Fruitós de Bages Navarcles         | pont         | 1864 Travessa: Llobregat                                                                                 | 41° 45′ 37″ N, 1° 54′ 04″ E / 41.7601954389506°N,1.90113393521719°E ca:Carretera N-141c, de Manresa a Vic. Km. 8 |                                            |                             | Modifica les dades a Wikidata |
|        | Pont Nou de Cabrianes       | Sant Fruitós de Bages Navarcles         | pont         | 1940s Travessa: Llobregat Llum: 31m                                                                      | 41° 46′ 20″ N, 1° 54′ 16″ E / 41.772115842496994°N,1.9045454263687136°E                                          |                                            |                             | Modifica les dades a Wikidata |
|        | Pont Vell de Navarcles      | Navarcles Sant Fruitós de Bages         | pont         | Estil: arquitectura popular 1806 17th century Travessa: Llobregat Estat: malmès bon estat Llarg: 121.75m | 41° 45′ 14″ N, 1° 53′ 37″ E / 41.7539°N,1.89354°E ca:Afores del nucli urbà, sector oest.                         | bé cultural d'interès local                | Pont Vell de Navarcles      | Modifica les dades a Wikidata |
|        | Pont de Cabrianes           | Sallent Sant Fruitós de Bages Navarcles | pont         | Estil: arquitectura gòtica 16th century Travessa: Llobregat Estat: parcialment destruït Llum: 17m        | 41° 46′ 21″ N, 1° 54′ 15″ E / 41.7724°N,1.904216°E ca:Cabrianes                                                  | bé integrant del patrimoni cultural català | Pont de Cabrianes (Sallent) | Modifica les dades a Wikidata |
|        | Pont de Sant Benet de Bages | Navarcles                               | pont         | Travessa: Llobregat                                                                                      | 41° 44′ 53″ N, 1° 53′ 59″ E / 41.7481040139096°N,1.89975259198805°E                                              |                                            |                             | Modifica les dades a Wikidata |
|        | Pont del Molí d'en Serra    | Navarcles                               | pont         | 1916 Estat: malmès                                                                                       | 41° 45′ 16″ N, 1° 54′ 02″ E / 41.75433°N,1.9006°E ca:Carretera de Manresa. A la sortida del poble.               |                                            |                             | Modifica les dades a Wikidata |

## Misc
| imatge | Nom                                           | Ubicat a                                                                          | instància de      | Detalls                                                                         | coordenades                                                                                                  | Protecció                                  | Commons (més fotos)                           | Dades a WD                    |
| ------ | --------------------------------------------- | --------------------------------------------------------------------------------- | ----------------- | ------------------------------------------------------------------------------- | --- | ------------------------------------------ | --------------------------------------------- | ----------------------------- |
|        | Ajuntament de Navarcles                       | Navarcles                                                                         | casa consistorial | Arquitecte: Ignasi Oms i Ponsa Estil: modernisme català arquitectura modernista | 41° 45′ 06″ N, 1° 54′ 13″ E / 41.7516°N,1.90368°E                                                            | bé integrant del patrimoni cultural català | Ajuntament de Navarcles                       | Modifica les dades a Wikidata |
|        | Fàbrica del Riu                               | Navarcles                                                                         | fàbrica           | Estil: arquitectura popular                                                     | 41° 44′ 55″ N, 1° 53′ 51″ E / 41.7486°N,1.89738°E ca:Carrer Ubach, s/n                                       | bé integrant del patrimoni cultural català | Fàbrica del Riu                               | Modifica les dades a Wikidata |
|        | Llinda de la casa de la Plaça General Prim, 2 | Navarcles                                                                         | llinda            | Estil: arquitectura popular 1793                                                | 41° 45′ 06″ N, 1° 54′ 20″ E / 41.7518°N,1.90558°E ca:A la façana de la casa núm. 2 de la Plaça General Prim. | bé integrant del patrimoni cultural català | Llinda de la casa de la Plaça General Prim, 2 | Modifica les dades a Wikidata |
|        | Llobregat                                     | Catalunya província de Barcelona Catalunya Central Àmbit Metropolità de Barcelona | riu               | Desemboca: mar Mediterrània Llarg: 175km Conca: 4948.3km²                       | 42° 16′ 57″ N, 2° 00′ 46″ E / 42.282412°N,2.012826°E 41° 18′ 08″ N, 2° 07′ 55″ E / 41.302248°N,2.131948°E    |                                            | Llobregat                                     | Modifica les dades a Wikidata |
|        | Molí d'en Guitard                             | Navarcles                                                                         | molí d'aigua      |                                                                                 | 41° 45′ 48″ N, 1° 54′ 21″ E / 41.7634021354295°N,1.90587919246184°E                                          |                                            |                                               | Modifica les dades a Wikidata |
|        | Serrat dels Tres Pins                         | Navarcles                                                                         | muntanya          |                                                                                 | 41° 45′ 17″ N, 1° 54′ 40″ E / 41.75465833°N,1.91116389°E 287 msnm                                            |                                            |                                               | Modifica les dades a Wikidata |
|        | Tanatori de Navarcles                         | Navarcles                                                                         | edifici           | Arquitecte: Xavier Turull i Ventosa Estil: noucentisme                          | 41° 44′ 59″ N, 1° 53′ 52″ E / 41.7496°N,1.89787°E 232 msnm                                                   | bé integrant del patrimoni cultural català | Tanatori de Navarcles                         | Modifica les dades a Wikidata |
|        | la Creueta de Navarcles                       | Navarcles                                                                         | creu de terme     | Estil: arquitectura popular                                                     | 41° 44′ 56″ N, 1° 54′ 31″ E / 41.749°N,1.9087°E                                                              | bé integrant del patrimoni cultural català | La Creueta de Navarcles                       | Modifica les dades a Wikidata |
|        | riu Calders                                   | Monistrol de Calders Calders Navarcles                                            | curs d'aigua      | Desemboca: Llobregat Llarg: 10km                                                | 41° 45′ 46″ N, 2° 00′ 44″ E / 41.762641°N,2.012304°E 41° 45′ 20″ N, 1° 53′ 51″ E / 41.755629°N,1.897466°E    |                                            | Riu Calders                                   | Modifica les dades a Wikidata |